# 長辺寺山
長辺寺山（ちょうへんじやま）は茨城県桜川市岩瀬に位置する標高120mの山である。

## 地形
岩瀬盆地内に位置する標高120mの独立峰。頂上に長辺寺山古墳、岩瀬テレビ中継局、観光施設岩瀬城が位置する。

## 岩瀬中継局
山頂部に位置する
| 放送局名          | チャンネル | 空中線電力 |
| ----------------- | ---------- | ---------- |
| NHK水戸総合       | 52         | 1Ｗ        |
| NHK東京教育テレビ | 26         | 1Ｗ        |
| 日本テレビ        | 25         | 1Ｗ        |
| テレビ朝日        | 24         | 1Ｗ        |
| TBSテレビ         | 22         | 1Ｗ        |
| テレビ東京        | 23         | 1Ｗ        |
| フジテレビ        | 21         | 1Ｗ        |